# Tofieldia himalaica
Tofieldia himalaica är en kärrliljeväxtart som beskrevs av John Gilbert Baker. Tofieldia himalaica ingår i släktet kärrliljor, och familjen kärrliljeväxter. Inga underarter finns listade.